# Arbeitsrecht (Bulgarien)
Das Arbeitsrecht regelt in Bulgarien die Rechtsverhältnisse zwischen einzelnen Arbeitnehmern und Arbeitgebern (Individualarbeitsrecht) sowie zwischen den Koalitionen und Vertretungsorganen der Arbeitnehmer und dem Arbeitgeber (Kollektives Arbeitsrecht).

## Rechtsquellen
Das bulgarische Arbeitsrecht zeichnet sich durch eine mehrstufige normative Regulierung aus. Neben dem Arbeitsgesetzbuch (kurz: ArbGB, bulg.: Кодекс на труда) vom 1986 finden Anwendung auch zahlreiche detaillierte Gesetze und Verordnungen (Verordnung für die Personen, die noch nicht 15 Jahre vollendet haben (1986);Verordnung Nummer 4 vom 1993 über die notwendigen Unterlagen, die einem Arbeitsvertrag beizufügen sind; Verordnung Nummer 5 über das Verfahren für die Anmeldung von Arbeitsverhältnissen nach Art. 62, Abs. 4 ArbGB u. a.)

## Arbeitsverhältnis
Das Arbeitsverhältnis ist eine Rechtsbeziehung zwischen dem Arbeitgeber und Arbeitnehmer. Sein Inhalt umfasst die Rechte und Pflichten der Parteien – der Arbeitnehmer muss seine Arbeit leisten und die vom Arbeitgeber durchgesetzte Disziplin im Betrieb einhalten, einerseits und andererseits, der Arbeitgeber muss dagegen die Arbeitsbedingungen bereitstellen und dem Arbeitnehmer einen entsprechender Lohn zahlen.
Das Arbeitsverhältnis kann aus im Arbeitsgesetzbuch ausführlich aufgezählten Gründe entstehen: Arbeitsvertrag, Bewerbungsvorgang, Wahl oder Verwaltungsakt.

## Parteien des Arbeitsverhältnisses
Der Arbeitnehmer ist eine Person, die körperliche Arbeit leistet. Angestellte leistet intellektuelle Arbeit.
Diese natürliche Person muss ein bestimmtes Mindestalters erreichen und passenden Gesundheitszustand haben. Das allgemeine Mindestalter für das Eingehen von Arbeitsverhältnissen in Bulgarien ist 16 Jahre gemäß Art. 301, Abs. 1 ArbGB. Für einige Arbeiten kann wegen Gefahr der Schädigung das Mindestalter erhöht werden. Die bulgarische Gesetzgebung regelt auch einige Fälle, in den das Mindestalter niedriger sein kann (Beispiel: Arbeit im Zirkus, Kunst). Das vollendete Alter wird mit dem Personalausweis oder mit der Geburtsurkunde nachgewiesen.
Der Arbeitgeber kann eine natürliche oder juristische Person sein. Er hat das Recht Anweisungen zu erteilen. Seine Pflichten sind aber u. a., die Arbeitsbedingungen bereitzustellen, die Arbeitsvergütung zu zahlen und für die Sozialversicherung des Arbeitnehmers zu sorgen.

## Arbeitsvertrag
Der Arbeitsvertrag ist eine Vereinbarung zwischen einer Person Arbeitnehmer, die mit ihrer Arbeitskraft eine Dienstleistung erbringt, und einer anderen Person Arbeitgeber, die die Arbeitsbedingungen bereitstellt und eine Vergütung für die Erfüllung der Arbeitsleistung leistet.
Art. 66 im ArbGB setzt die Bedingungen, denen der Arbeitsvertrag entsprechen muss. Der Vertrag muss enthalten:
1. Personaldaten der Parteien;
2. den Arbeitsort;
3. die Art der Beschäftigung und die Beschreibung der Arbeitstätigkeit;
4. die Vertragsdauer;
5. die Dauer des bezahlten Jahresurlaubs;
6. gleiche Kündigungsfrist für die beide Vertragsparteien;
7. Abschlussdatum des Vertrags und das Datum des tatsächlichen Dienstantritts des Arbeitnehmers;
8. die reguläre tägliche oder wöchentliche Arbeitszeit des Arbeitnehmers;
9. den Grundlohn.

Gemeinsam mit dem Arbeitsvertrag muss auch eine Beschreibung der Stelle ausgefertigt werden. Nach Art. 67 Abs. 2 ArbGB wird der Arbeitsvertrag in der Regel unbefristet abgeschlossen.
Die Möglichkeit, dass der Arbeitsvertrag als befristeter Arbeitsvertrag abgeschlossen wird, ist auch im Gesetz vorgesehen. Eine ausdrückliche Vereinbarung zwischen den Parteien ist notwendig.
Im bulgarischen Arbeitsgesetzbuch sind verschiedene Arten des Arbeitsvertrags geregelt: Arbeitsvertrag auf Probezeit (Art. 70, 71 ArbGB), Arbeitsvertrag für ein Praktikum (Art. 230–233 ArbGB), Hauptarbeitsvertrag und Arbeitsvertrag für zusätzliche Arbeit mit demselben oder bei einem anderen Arbeitgeber. Damit der Arbeitsvertrag gültig ist, muss er in schriftlicher Form abgeschlossen werden.

## Lohn
Die Zahlung des Lohns ist eine der Verpflichtungen des Arbeitgebers und zwingender Bestandteil des Arbeitsvertrags. Dieses Recht des Arbeitnehmers ist in der bulgarischen Verfassung von 1991 verkündet.
Bei der Berechnung des Lohns des Arbeitnehmers müssen die Dauer der Arbeitszeit, Intensität und Qualität der Arbeitskraft berücksichtigt werden. Das Arbeitsentgelt kann nach zwei Methoden berechnet werden:
- Berechnung des Arbeitsentgelts nach der Zeit, die für die Arbeitsleistung aufgewendet wurde,
- Leistungsentgelt – eine Form des Arbeitsentgelts, bei der die erbrachte oder zu erbringende Leistung Basis der Entgelthöhe ist.

Für die niedrig qualifizierten Beschäftigungen wird ein Mindestlohn vom Ministerrat festgelegt.
Das Arbeitsgesetzbuch bestimmt verschiedene Arten der Zusatzleistungen, wie Zuschläge für Überstunden, für Feiertage, für Nachtarbeit u. a.

## Arbeitszeit
Die bulgarische Gesetzgebung gibt die Möglichkeit für verschiedene Dauer der Arbeitszeit – normale Arbeitszeit, verlängerte Arbeitszeit, verkürzte Arbeitszeit und Teilzeitarbeit.
Die normale Arbeitszeit ist nach der normalen und gewöhnlichen Arbeitsbedingungen festgelegt (Art. 136 ArbGB): der festgelegte Arbeitstag beträgt acht Stunden und die festgelegte Arbeitswoche – 40 Stunden. Das ist auch die maximale Dauer gemäß geltendem Recht.
Die verlängerte Arbeitszeit ist laut Art. 136 a ArbGB eine Arbeitszeit, deren Dauer länger als die gesetzlich vorgesehene ist. Die Besonderheit ist, dass die Einführung dieser Arbeitszeit durch eine schriftliche Anweisung mit gesetzlich vorgeschriebenem Inhalt erfolgt.
Die verkürzte Arbeitszeit nach den Artikeln 137, 305, 309, 317 ArbGB hat eine Dauer, die kürzer als diese der Regelarbeitszeit ist. Die Gründe für ihre Einführung können besondere oder gesundheitsgefährdende Arbeitsbedingungen bzw. Alter und andere Eigenschaften der Person des Arbeitnehmers sein. Diese Arbeitszeit kann durch vertragliche Vereinbarung oder einseitig vom Arbeitgeber festgelegt werden. 

Die Teilzeitarbeit – die Arbeitszeit dabei umfasst einen Bruchteil der gesetzlich festgelegten Arbeitszeit (Art. 138 ArbGB).

Die Arbeitszeit kann auch als regelmäßige Arbeitszeit oder Überstunden festgelegt werden.

Die regelmäßige Arbeitszeit ist, wenn die Dauer der Arbeitszeit durch eine Vereinbarung zwischen den Parteien bestimmt wird. Diese Dauer kann normal, verringert oder anteilig sein.
Bei den Überstunden liegt eine Überschreitung der im Vertrag vereinbarten Arbeitszeit vor. Die Überstunden werden gemäß Art. 262 ArbGB mit einer zwischen den Parteien vereinbarten Erhöhung vergütet. Das bulgarische Gesetz setzt die Mindestvergütungen fest.

In Bulgarien kann auch Nachtarbeit geleistet werden. Die Nachtarbeit umfasst den Zeitraum vom 22.00 Uhr bis 6.00 Uhr, für minderjährige Arbeitnehmer von 20.00 Uhr bis 6.00 Uhr. Das ArbGb regelt den Lohn für die Leistung dieser Arbeit im Art. 261.

Arbeitszeit kann auch tatsächliche Arbeitszeit (Arbeitszeit, in der der Arbeitnehmer unmittelbar seine Arbeitspflichten erfüllen soll) und Zeit zur Verfügung (sie wird in verringerte Höhe vergütet. Sollte der Arbeitnehmer einberufen werden, wird diese Zeit als Überstunden vergütet) sein.
Vergütung der geleisteten Überstunden.
In Art. 143–150 ArbGB sind die geleisteten Überstunden gesetzlich geregelt. Diese Arbeit wird nach einer Anweisung der Arbeitgeber oder mit dessen Kenntnis und ohne seine Gegenüberstellung geleistet (Art. 143 Abs. 1 ArbGB).
Der Arbeitnehmer ist in Bulgarien nicht verpflichtet, Überstunden zu leisten, wenn nichts anderes vereinbart ist. Die Überstunden sind außerhalb der regelmäßigen Arbeitszeit abzuleisten (z. B. vor dem Anfang oder nach dem Ende des Arbeitstages sowie während der Mittagspausen).
Die Anordnung von Überstunden erfolgt in Bulgarien durch eine Willenserklärung des Arbeitgebers. Überstunden können auch ohne Willenserklärung der Arbeitgeber geleistet werden, wenn er Kenntnis darüber hat, dass der Arbeitnehmer Überstunden leistet, und diesem nicht widerspricht.
Wichtig: leistet der Arbeitnehmer in Bulgarien seine Arbeit ohne Kenntnis darüber, dass es sich dabei um Überstunden handelt, und ohne Anordnung des Arbeitgebers, dann gilt diese Zeit nicht als Überstunden.
Nach dem bulgarischen Recht sind Überstunden zulässig nur in den vom Gesetz (Art. 144 ArbGB) vorgesehenen Fällen:
1. Es handelt sich von einem öffentlichen Interesse, das verteidigt werden muss (z. B. Arbeit im Zusammenhang mit dem Schutz des Staates, zur Vorbeugung einer Krise oder die Beherrschung oder Überwindung deren Folgen oder bei unaufschiebbaren Tätigkeiten, die dem Interesse der Gesellschaft und dem Gemeinwohls dienen);
2. Tätigkeiten, die den Arbeitgeber und den Arbeitnehmer betreffen (bei Wiederherstellungsarbeiten infolge Unfälle oder Katastrophen oder bei der Gewährleistung der Arbeitssicherheit; wenn eine Arbeit vollständig ausgeführt werden muss, die nicht in der Arbeitszeit ausgeführt werden kann und dadurch eine Gefahr entsteht; bei Ausführung von erforderlichen Saisonarbeiten).
Gemäß Art. 146 Abs. 1 ArbGB die Dauer der Überstunden innerhalb eines Kalenderjahres darf 150 Stunden nicht überschreiten innerhalb einer Arbeitswoche – 6 Stunden Tagesarbeit und 4 Stunden Nachtarbeit; innerhalb eines Arbeitsmonats – 30 Stunden Tagesarbeit und 20 Stunden Nachtarbeit.
Der Ausgleich der Überstunden mit Pausen ist verboten. Die geleisteten Überstunden werden mit entsprechend höheren Zuschlägen vergütet, die zwischen den Parteien des Arbeitsvertrags vereinbart werden (Art. 150 i. V. m. Art. 262 ArbGB). Die Mindestzuschläge müssen wie folgt betragen:
- 50 % für Arbeit an Werktagen;
- 75 % für Arbeit an Feiertagen;
- 100 % für Arbeit an offiziellen Feiertagen;
- 50 % für die Arbeit bei summierter Berechnung der Arbeitszeit.

## Ruhepausen
Während der Ruhepause ist der Arbeitnehmer nicht verpflichtet, seine Arbeit zu leisten. Das ist eine Folge von den Charakteristiken der Ruhepause als eine Zeit für Erholung, die der Wiederherstellung der Arbeitskraft dienen soll.
- 1. Mittagspause ist eine Arbeitspause während des Arbeitstages (Art. 151 ArbGB). Sie darf aber nicht kürzer als 30 Minuten sein.
- 2. Ruhezeit nach Beendigung der täglichen Arbeitszeit (Art. 152 ArbGB) darf nicht weniger als 12 Stunden betragen.
- 3. Zwischenwöchentliche Ruhezeiten (Art. 153 ArbGB) beträgt 2 aufeinanderfolgende Tage (48 Stunden) bei 5-tägiger Arbeitswoche. Bei summierter Berechnung der Arbeitszeit kann die zwischenwöchentliche Ruhezeit auch mindestens 36 Stunden betragen. Wenn die summierte Berechnung der Arbeitszeit sich auf Schichtarbeit bezieht, muss die Pause nicht kürzer als 24 Stunden sein.
- 4. Ruhezeiten nach in der zwischenwöchentlichen Ruhezeit geleisteten Überstunden – der Arbeitnehmer kann in der nächsten Arbeitswoche eine ununterbrochene Ruhezeit von mindestens 24 Stunden in Anspruch nehmen. Der genaue Tag dafür wird in der die Überstunden anordnenden Weisung des Arbeitgebers festgelegt.
- 5. Feiertage (Art. 154 ArbGB)

Das Arbeitsentgelt während der Feiertage darf jedoch nicht weniger als das zweifache der üblichen Arbeitsvergütung (Art. 264 ArbGB) betragen. Die an Feiertagen geleisteten Überstunden werden mit einer um 100 % erhöhten Zulage entlohnt (Art. 262 Abs. 1 ArbGB).

## Urlaub
Das ist ein Zeitraum, in dem der Arbeitnehmer mit Einverständnis seines Arbeitgebers vom Arbeitsplatz fernbleiben darf. Der Urlaub stellt ein gesetzlich anerkanntes subjektives Recht des Arbeitnehmers dar, über das er beim Vorliegen der gesetzlichen Voraussetzungen grundsätzlich frei verfügen kann. Der Urlaub wird in Arbeitstagen und Arbeitsstunden gemessen.
Das bulgarische ArbGB regelt verschiedene Arten des Urlaubs.
An erster Stelle kann der Urlaub bezahlt sein werden – er ist ein subjektives Recht des Arbeitgebers und wird auch dem Dienstalter hinzugerechnet;
Der Urlaub kann auch unbezahlt sein – dafür ist das ausdrückliche Einverständnis des Arbeitgebers erforderlich. Besonderheit ist, dass der unbezahlte Urlaub dem Dienstalter nur in ausdrücklich im Gesetz vorgesehenen Fällen hinzugerechnet wird.
Nach Art. 160 Abs. 2 ArbGB werden als Dienstalter 30 Tage anerkannt. Eine weitergehende Hinzurechnung findet nur in den vom Gesetz vorgesehenen Fällen statt. Kein bestimmtes Dienstalter ist erforderlich, um diesen zu beanspruchen.
Nach dem sozialen Zweck des Urlaubs unterscheiden sich:
- Regelmäßiger bezahlter Jahresurlaub, der im Art. 155–156a ArbGB geregelt ist – Besonderheit hier ist, die Voraussetzung für seine Inanspruchnahme ist ein Dienstalter von mindestens 8 Monaten. Der gesetzlich bestimmte Mindestanspruch auf bezahlten Urlaub beläuft sich auf 20 Werktage. Die Formen dieses Urlaubs sind folgende: Grundurlaub (jeder Arbeitnehmer hat Recht auf diesen Urlaub und er darf nicht kürzer als 20 Werktagen sein); verlängerter Jahresurlaub (darauf haben ein Anspruch bestimmte Kategorien von Arbeitnehmern und Beamten. Die Voraussetzungen für die Inanspruchnahme des verlängerten Jahresurlaubs sind ein Dienstalter von mindestens 8 Monaten sowie den besonderen Charakter der Beschäftigung. Seine Dauer kann zwischen 30 und 48 Tagen sein); Zusatzurlaub nach Art. 156 ArbGG – er ist in der Verordnung über die Arten von Arbeiten, bei denen Zusatzurlaub zulässig ist.
- Zweckgebundener Urlaub – kein bestimmtes Dienstalter ist für seine Inanspruchnahme erforderlich. Ist z. B. Urlaub für die Erfüllung von bürgerlichen und anderen Pflichten, der im Art. 157 ArbGB vorgesehen ist; Urlaub für dienstliche Zwecke und Kreativurlaub – Art. 161 ArbGB; Urlaub aus sozialen Gründen – Vorübergehende Arbeitsunfähigkeit, Mutterschaft, Aufziehen eines Kindes bis 2 Jahre oder bis 8 Jahre, Stillen; Bildungsurlaub; Urlaub für die Vorbereitung der Bewerbung bzw. Zulassung an einer Bildungseinrichtung u. a.

## Disziplinarverfahren
Disziplinarmaßnahmen kann neben dem Arbeitgeber auch eine von ihm bevollmächtigte Person oder eine vom Gesetz ermächtigte Behörde erlassen (Art. 192 ArbGB). Eine Kündigung dagegen kann nur vom Arbeitgeber ausgesprochen werden.
Der Arbeitgeber ist verpflichtet, die Tatsachen, die einen etwaigen Verstoß belegen, zu ermitteln und diesen festzustellen (Art. 193 ArbGB). Der Arbeitgeber ist außerdem verpflichtet, dem Arbeitnehmer in einem Anhörungsverfahren die Möglichkeit zu geben, sich über den Vorwurf zu äußern.
Die Entscheidung über das Ob und Wie einer Disziplinarsanktion liegt im Ermessen des Arbeitgebers, wobei dieser sich von einigen Kriterien leiten lassen soll (die Schwere des Verstoßes; die Umstände, unter denen der Verstoß begangen wurde; das Benehmen des Arbeitnehmers bis zur Begehung des Verstoßes).
Die Kriterien müssen kumulativ angewendet werden und der Arbeitgeber soll sie vorerst berücksichtigen, da der Arbeitnehmer innerhalb der Frist des Art. 358 ArbGB Klage vor dem Amtsgericht erheben kann. In seiner Entscheidung prüft dann das Gericht eben das Vorliegen der obigen Kriterien.
Wegen desselben Verstoßes kann der Arbeitnehmer nicht mehrmals sanktioniert werden.
Disziplinarmaßnahmen
Die Sanktionen werden dem Arbeitnehmer auferlegt, wenn er betriebliche Regeln oder die Arbeitsdisziplin verletzt hat.
Die Gründe für die Auferlegung solcher Maßnahmen werden in Art. 186, 187 und 190 ArbGB aufgezählt.
Im Art. 188 sind verschiedene Arten von Disziplinarsanktionen vorgesehen (Ermahnung; Abmahnung; Kündigung ist das schärfste Schwert des Arbeitgebers und als außerordentlich und fristlos hier vorgesehen).
Die Sanktion muss vom Arbeitgeber schriftlich erlassen werden. Das bulgarische Gesetzbuch trifft zwingende Bestimmungen über Inhalt der Anordnung. Diese muss die Gründe für die Entscheidung angeben und vom Arbeitgeber unterschreiben werden. Außerdem ist ein ausdrücklicher Hinweis auf die Gesetzesvorschrift, auf die die Sanktion gestützt ist, anzugeben.
Die Anordnung muss dem Arbeitnehmer persönlich auszuhändigen. Wäre das nicht möglich, dann kann die Anordnung mittels Einschreiben mit Rückschein zugestellt werden. Mit dem Unterschreiben, respektiv mit dem Erhalt des Einschreibens, wird die Anordnung gegenüber dem Arbeitnehmer wirksam. Ab dem Tag läuft auch die Frist für die Erhebung einer Klage gegen die Anordnung nach Art. 358 ArbGB. Der Tag ist ferner für das In-Lauf-setzen der Frist für die Löschung der Sanktion maßgeblich.
Die Auferlegung einer Disziplinarmaßnahme ist auch von bestimmten Fristen beschränkt. Diese sind im Art. 194 ArbGB geregelt: dementsprechend ist eine Sanktion spätestens 2 Monate nach der Entdeckung des Verstoßes, aber nicht später als 1 Jahr nach seiner Begehung, aufzuerlegen.
Eine Besonderheit der Disziplinarmaßnahmen ist die so genannte Löschung. Alle Disziplinarmaßnahmen können gelöscht werden, aber die Folgen der Kündigung des Arbeitsverhältnisses können nicht dadurch gelöscht werden. Die Löschung dieser strengsten Disziplinarmaßnahme hat mehr eine moralische Bedeutung als eine rechtliche.
Es gibt 2 Möglichkeiten für die Löschung der Disziplinarmaßnahmen – mit dem Ablauf eines Jahres vom Erhalt der Auferlegung oder vom Arbeitgeber in dem Fall, wenn es um Ermahnung oder Abmahnung geht. Im zweiten Fall erfolgt die Löschung ebenfalls mittels schriftlicher, begründeter Anordnung des Arbeitgebers.

## Haftung der Parteien des Arbeitsvertrages
Die Haftung der Parteien kann in 2 Themenbereiche geteilt werden – Disziplinarhaftung, die nur von dem Arbeitnehmer getragen worden kann, und Vermögenshaftung.
Die Gründe für die Auferlegung der Disziplinarhaftung sind im Art. 187 ArbGB aufgezählt und diese sind Verstöße gegen die Arbeitsdisziplin oder Nichterfüllung der Pflichten, die durch das Arbeitsverhältnisses für den Arbeitnehmer entstanden sind, wie: Verspätung, Abwesenheit von der Arbeit, Erscheinen am Arbeitsplatz in einem arbeitsunfähigen Zustand, Nichtbefolgung der Regeln der rechtmäßigen Weisungen des Arbeitgebers u. a. Es ist wichtig zu merken, dass das ArbGB die Gründe nicht als numerus clausus listet – es kann auch andere Gründe für die Auferlegung der Haftung geben(geregelt im Arbeitsvertrag z. B.) Die Gründe für eine außerordentliche fristlose Kündigung (Art. 190 ArbGB – Disziplinarkündigung) sind im Art. 190 geregelt – diese sind schwerwiegende Verletzungen der Arbeitsdisziplin, einen Teil von denen ganz konkret im Gesetz geregelt. 

Die Vermögenshaftung des Arbeitnehmers ist im Art. 203–212 ArbGB geregelt. Der Arbeitnehmer haftet mit seinem Vermögen, wenn er schuldhaft einen Schaden bei der Erfüllung seiner Arbeitsverpflichtungen herbeigeführt hat und dadurch seine Pflicht, das Vermögen des Arbeitgebers vor Schäden zu schützen, verletzt hat. Diese sind durch die Prinzipien des Wirtschafts- und Produktionsrisikos. Die Haftung ist in 2 Formen differenziert – volle Haftung und beschränkte Vermögenshaftung. Bei der vollen Haftung wird die Höhe der Arbeitsvergütung nicht berücksichtigt.
Voraussetzungen dafür sind, dass der Schaden vorsätzlich, durch die Begehung einer Straftat oder nicht bei der Ausübung der Beschäftigung herbeigeführt worden ist. Die letzte Voraussetzung ist die sog. Schaden durch Defizite in einem Kassen- oder Lagerbestand. 

Beschränkte Vermögenshaftung – diese darf die Höhe der Arbeitsvergütung nicht übersteigen. Die rechtliche Regelung ist in Art. 203, Abs. 1 und 3, Art. 204–209 und Art. 210 ArbGB zu finden.
Auch die Haftungshöhe ist für verschiedene Arbeitnehmer differenziert – für ordinäre nicht mehr als die Höhe der monatlichen Arbeitsvergütung, für leitende Angestellte die Grenze liegt bei dem dreifache der monatlichen Arbeitsvergütung und für Arbeitnehmer, die mit rechnungsführenden Aufgaben betraut sind – in vollem Umfang des zugefügten Schadens. 

In Fällen der beschränkten Vermögenshaftung ergeht eine Anordnung des Arbeitgebers, in der der Grund und die Höhe der Haftung festgelegt werden (Art. 210 ArbGB). Die Anordnung wird innerhalb eines Monats nach Entdeckung des Schadens erlassen (aber nicht später als 1 Jahr nach der Herbeiführung). Für leitende oder rechnungsführende Angestellte betragen die Fristen dementsprechend 3 Monate und 5 Jahre.
Gemäß Art. 200 Abs. 1 ArbGB trägt auch der Arbeitgeber eine Vermögenshaftung für die Schäden, die zu einer vorübergehenden oder dauerhaften Arbeitsunfähigkeit oder zum Tod des Arbeitnehmers geführt haben. Der Arbeitgeber haftet, wenn der Arbeitsunfall durch höhere Gewalt oder anlässlich der Erfüllung der Arbeitsverpflichtungen oder während Ruhezeiten entsteht, ohne dass der Arbeitnehmer selbst zum Arbeitsunfall beigetragen hat oder diesen vorsätzlich verursacht hat. Die Fällen, in denen der Arbeitgeber eine Abfindung, sind in Art. 213–226 ArbGB geregelt und die Höhe der Abfindung wird aufgrund der Brutto-Arbeitsvergütung für den letzten Monat berechnet, wenn nicht anders vorgesehen ist (Art. 228).

## Aufhebungsvertrag und Kündigung des Arbeitsverhältnisses ohne Kündigungsschreiben
Jede der Parteien des Arbeitsverhältnisses kann in Bulgarien das Arbeitsverhältnis ohne die Beachtung von Fristen zu beenden und zwar durch das gegenseitige Einvernehmen der Parteien. Das ArbGB, im n Art. 325 Abs. 1 P. 1–12, regelt die Fälle, bei denen es möglich ist, das Arbeitsverhältnis auf diese Art und Weise zu beenden. Die wichtigsten von denen sind der Aufhebungsvertrag, der zu seiner Wirksamkeit der Schriftform bedarf, und die Unmöglichkeit des Arbeitnehmers seine Arbeit zu leisten und zwar in zwei ganz spezifischen Fällen – diese Unmöglichkeit ist die Folge einer Krankheit oder wenn die Beschäftigung für den Arbeitnehmer aus gesundheitlichen Gründen nicht zumutbar ist. Es ist wichtig, dass bei diesen zwei Fällen, nach geltendem Recht, es nicht zulässig ist, den Arbeitsvertrages einfach aus diesem Grund zu kündigen. Es müssen kumulativ zwei Voraussetzungen vorhanden sein: die Arbeitsunfähigkeit des Arbeitnehmers und Unmöglichkeit seitens des Arbeitgebers, eine andere mit dem Gesundheitszustand des Arbeitnehmers vereinbare Beschäftigung anzubieten.

## Kündigung durch den Arbeitnehmer in Bulgarien
Es gibt zwei Möglichkeiten für den Arbeitnehmer den Arbeitsvertrag zu kündigen – die ordentliche Kündigung, bei der Kündigungsfristen einzuhalten sind, und die außerordentliche Kündigung. In beiden Fällen geht es um ein subjektives Gestaltungsrecht des Arbeitnehmers.
Gem. Art. 326 Abs. 2 ArbGB ist die Kündigungsfrist bei den befristeten und unbefristeten Arbeitsverträgen unterschiedlich. Bei den unbefristeten sieht das Gesetz in Bulgarien eine Kündigungsfrist von 30 Tagen vor, wobei es zulässig ist, dass vertraglich eine längere (höchstens 3 Monate) Kündigungsfrist bestimmt wird. Die Frist bei befristeten Arbeitsverhältnissen beträgt 3 Monate.
Die Kündigung kann in Bulgarien gem. Art. 326 Abs. 4 S. 2 ArbGB vor oder gleichzeitig mit seinem Zugang beim Arbeitgeber widerrufen werden. Nach Zugang kann sie bis zum Ablauf der Kündigungsfrist mit Zustimmung des Arbeitgebers zurückgenommen werden (Art. 326 Abs. 4 S. 4 ArbGB).
Der Arbeitnehmer in Bulgarien kann den Arbeitsvertrag auch fristlos kündigen, aber nur wegen bestimmten Gründen, die im Art. 327 ArbGB geregelt sind. Die wichtigste von denen ist die Hypothese, bei der der Arbeitgeber die Zahlung der Arbeitsvergütung zögert. Sogar eine Verspätung von einem Tag ist ausreichend, den Arbeitsvertrag gesetzgemäß einseitig von dem Arbeitnehmer zu kündigen, ohne Fristen einzuhalten.

## Kündigung durch den Arbeitgeber in Bulgarien
Im bulgarischen Arbeitsrecht sind im Art. 328 ff. ArbGB ist eine Reihe von Kündigungsgründen aufgestellt, bei deren einzelnen Vorliegen der Arbeitgeber den Arbeitsvertrag durch ein schriftliches Kündigungsschreiben in den Fristen des Art. 326 Abs. 2 ArbGB einseitig beenden kann, unter denen: bei Betriebsauflösung; Bei Auflösung von Teilen des Betriebs oder Personalabbau; beim Rückgang des Arbeitsumfangs; beim Arbeitsstopp, der mehr als 15 Werktagen dauert; wenn wesentliche Eigenschaften des Arbeitnehmers fehlen, was ihm eine effektive Bewältigung der übertragenen Tätigkeit nicht erlaubt; der Arbeitnehmer verfügt nicht über die erforderliche Ausbildung oder Fachqualifikation für die Arbeitsstelle; bei Weigerung des Arbeitnehmers bei einer Verlegung des Betriebs an einen anderen Ort seiner Beschäftigung nachzugehen; beim Vollenden von 65 Jahren für Professoren, Dozenten oder Doktoren; bei objektiver Unmöglichkeit zur Erfüllung des Arbeitsvertrags.
Die Kündigungsfrist beträgt in Bulgarien in der Regel 30 Tage, wenn keine abweichende Vereinbarung getroffen wurde (und höchstens 3 Monate). Bei Kündigung wegen teilweiser Auflösung des Betriebs, wegen Personalabbaus oder bei Rückgang des Arbeitsumfangs, hat der Arbeitgeber gem. Art. 329 ArbGB Recht (das aber auch als Pflicht beobachtet werden könnte), das sog. Wahlrecht (od. Sozialwahl). Der Arbeitgeber kann diejenigen Arbeitnehmer kündigen, deren Arbeitsstellen nicht abzubauen sind, und im Interesse des Betriebs die Arbeitnehmer mit höherer Arbeitsleistung oder Qualifikation behalten. Die ordnungsgemäße Durchführung dieser Wahl ist eine Bedingung für die Rechtmäßigkeit der Kündigung des Arbeitsvertrages.
Der Arbeitgeber in Bulgarien kann das Arbeitsverhältnis gem. Art. 330 Abs. 1 und Abs. 2 ArbGB auch außerordentlich und ohne Einhaltung einer Frist beenden. Die gesetzliche Hypothesen, bei denen der Arbeitgeber dieses Recht hat sind, u. a., wie folgt: bei der Festnahme des Arbeitnehmers zum Zwecke der Vollstreckung eines Strafurteils; Bei von einem Gericht oder anderen Staatsorganen auferlegten Berufsverbot; Bei Aberkennung des akademischen Grades des Arbeitnehmers, wenn dessen Vorliegen für den Abschluss des Arbeitsvertrags bestimmend war; bei Entfernung des Arbeitnehmers aus dem entsprechenden Berufsregister (z. B. bei Pharmazeuten, Ärzten u. a.); wenn der Arbeitnehmer disziplinär gekündigt wird. In Bulgarien kann der Arbeitgeber kann dem Arbeitnehmer die Beendigung des Arbeitsvertrags gegen die Zahlung einer Abfindung anbieten. Wenn der Arbeitnehmer innerhalb einer Frist von 7 Tagen in schriftlicher Form zum Angebot keine Stellung nimmt, ist gilt dies als Ablehnung des Angebots. Nimmt der Arbeitnehmer das Angebot an, ist der Arbeitgeber zur Zahlung einer Abfindung, die mindestens das Vierfache des letzten Bruttomonatsentgelts beträgt, verpflichtet.

## Beendigungszeitpunkt
Art. 335 Abs. 2 ArbGB sieht folgende Möglichkeiten vor: bei einer ordentlichen Kündigung – mit Ablauf der Kündigungsfrist; bei Nichtbeachtung der Kündigungsfrist- mit Ablauf des entsprechenden Fristteils; bei einer fristlosen Kündigung – mit dem Zugang der Kündigung.

## Schutz bei unrechtmäßiger Kündigung
Dieser Schutz findet seine Anwendung nach der Vertragskündigung seitens des Arbeitgebers. Rechtlich ist der Kündigungsschutz in Bulgarien in Art. 344–346 sowie 225 (bzgl. Abfindungen) ArbGB geregelt. Die Kündigung ist unrechtmäßig, wenn die Kündigung von keinem der gesetzlich vorgesehenen Kündigungsgründen gedeckt wird; bei Verfahrensverstößen; bei Nichteinhaltung des vorläufigen Kündigungsschutzes; wenn die Kündigung nicht vom Arbeitgeber, sondern von einer anderen – nicht bevollmächtigten – Person ausgesprochen wurde.
Der Schutz gegen eine unrechtmäßige Kündigung bietet in Bulgarien dem Arbeitnehmer zwei Möglichkeiten zur Gegenwehr. Gem. Art. 344 Abs. 1 ArbGB kann der Arbeitnehmer mit einer Kündigungsklage vom Gericht verlangen, die Kündigung für unrechtmäßig zu erklären und kumulativ kann der seine Wiederanstellung an den vorherigen Arbeitsplatz verlangen. Die Zeit zwischen Inkrafttreten der Kündigung und ihre gerichtliche Aufhebung wird als Dienstalter anerkannt.
Im Rahmen einer selbständigen Klage, als zweite Möglichkeit, kann auch eine Abfindung verlangt werden. Voraussetzung dafür ist, dass die Kündigung von dem Gericht für unrechtmäßig erklärt wird. Die Höhe der Abfindung bemisst sich auf Grund der Bruttogehalts für den Monat, der der Kündigung vorausgeht (Art. 228 Abs. 1 ArbGB). Die Abfindungszahlung wird für einen Zeitraum von 6 Monaten geschuldet. Bei diesem Verfahren kann der Arbeitnehmer nicht kumulativ zu der Abfindung verlangen.

## Fristen und Zuständigkeit des Gerichts
Nach Art. 358 Abs. 1 Nr. 2 ArbGB beträgt die Frist zur Erhebung der Klage 2 Monate. Die Klage auf Abfindungszahlung kann nach Art. 358 Abs. 1 Nr. 3 innerhalb einer Frist von 3 Jahren erhoben werden.
Für die oben genannten Klagen sind die Zivilgerichte in Bulgarien zuständig. Für die Arbeitnehmer bestehen gemäß Art. 359 ArbGB keine Prozesskosten.
Die Zuständigkeit des Gerichtes für individuelle Arbeitsverträge mit einem Arbeitgeber, der seinen Wohnsitz im Hoheitsgebiet eines EU-Staates hat, wird im Abschnitt 5 von Verordnung (EG) Nr. 44/2001 (Brüssel I) des EU Rates geregelt. Die Regelungen in der Verordnung dienen wieder zum Schutz des Arbeitnehmers und geben dem Letzten Alternativen für die zuständige Gerichte je nach seinem Wunsch, unter diesen Alternativen ist es wichtig eine zu nennen, nämlich – der Arbeitgeber kann verklagt werden vor dem Gericht des Ortes, an dem der Arbeitnehmer gewöhnlich seine Arbeit verrichtet oder zuletzt verrichtet hat.